# دینامو دی‌بی
دینامو دی. بی (به انگلیسی: DynamoDB) یک سرویس پایگاه داده سریع و انعطاف‌پذیر بر اساس NoSQL می‌باشد. این پایگاه داده به صورت ویژه برای برنامه‌هایی که به سرعت بالا و تأخیر بسیار پایین نیاز دارند توسعه داده شده‌است. با توجه به توسعه و پشتیبانی این پایگاه داده توسط آمازون، DynamoDB به صورت کاملاً آنلاین و ابری تحت سرویس‌های وب آمازون در دسترس کاربران قرار می‌گیرد.
مدل‌های داده‌ای قابل انعطاف، عملکرد قابل اعتماد و سرعت بسیار بالا، این پایگاه داده را برای اکثر برنامه‌های کاربردی روز از جمله بازی‌ها، خدمات وب، اینترنت چیزها و غیره مناسب ساخته‌است.